# RENFE-Baureihe 446
Die Baureihen 446 und 447 der spanischen Eisenbahngesellschaft Renfe sind elektrische Triebzüge für die Cercanías-Netze. Insgesamt 353 Dreiwagenzüge wurden von 1989 bis 2001 gebaut. Die beiden Baureihen unterscheiden sich hauptsächlich in der Antriebstechnik: Während die Einheiten der Baureihe 446 Gleichstromreihenschlussmotoren mit Chopper-Steuerung aufweisen, sind die der Baureihe 447 mit Asynchronmotoren ausgestattet, die durch GTO-Umrichter angesteuert werden.
Äußerlich sind beide Varianten anhand der Farbe des Buchstabens hinter der Ordnungsnummer unterscheidbar. Bei der Baureihe 446 ist er weiß, bei der Baureihe 447 gelb.

## Geschichte
Für den elektrischen Nahverkehr in den Ballungsräumen Spaniens benötigte die Renfe elektrische Triebzüge, die schnell beschleunigen können. 1984 produzierte die spanische Schienenfahrzeugindustrie einen allen Achsen angetriebenen Zug der Baureihe 445, der daraufhin getestet wurde. Mit den dabei gewonnenen Erfahrungen wurde die Konstruktion serienreif gemacht. Schließlich bestellte die Renfe im Oktober 1987 eine Serie von 50 Dreiwagenzügen der Baureihe 446 bei den Herstellern CAF, MTM, MACOSA, Cenemesa, Conelec und Mitsubishi. Ein Jahr später wurden weitere 50 Züge geordert und 1989 begann die Auslieferung, die bis 1991 andauern sollte. Die dritte und letzte Serie von 70 Einheiten wurde geringfügig verbessert und bis 2003 ausgeliefert.
Da die Drehstromtechnik inzwischen serienreif wurde, entwickelten GEC-Alstom, CAF, Siemens und ABB das Fahrzeugkonzept zur Baureihe 447 weiter. Ein Prototyp wurde im Mai 1992 ausgeliefert und anschließend getestet. Die Erfahrungen waren positiv, sodass die Renfe eine erste Serie von 70 Zügen bestellte. Die ersten Einheiten wurden schon im gleichen Jahr ausgeliefert. Die weiteren Serien wurden für längere Strecken mit einer Toilette ausgestattet. Bis 2001 gingen noch 112 Züge in Betrieb.
Für den 2008 eröffneten Tren Suburbano in Mexiko-Stadt lieferte CAF Drei- und Vierwagenzüge eines weiterentwickelten Typs. Diese Züge haben IGBT-Wechselrichter und fahren unter 25 kV Wechselspannung mit der in Nordamerika üblichen Frequenz von 60 Hz. Im Gegensatz zu den Renfe-Einheiten erhielten die mexikanischen wegen der Bahnsteighöhe von 1200 mm stufenlose Einstiege.

## Technik
Die Garnituren bestehen aus zwei Triebwagen mit je einem Führerstand (M) und einem antriebslosen Mittelwagen (R). Ihre Außen- und Innengestaltung wurde von Alberto Corazón und AD Design entworfen. Für den Einsatz im Nahverkehr mit kleinen Halteabständen verfügen die Züge über eine Beschleunigung von 1 m/s² und drei zweiflügelige und 1,3 Meter breite Türen pro Wagenseite. Zudem führte die Renfe erstmals Klimaanlagen und Fahrgastinformationssysteme im Nahverkehr ein. Die beiden Stromabnehmer befinden sich auf dem Mittelwagen. Die Scharfenbergkupplungen sind auf einer Höhe von 1050 mm angebracht. Die Vielfachsteuerung ermöglicht das Kuppeln von bis zu vier Einheiten. Bei gemischten Zugverbänden aus 446 und 447 wird die Leistung der Einheiten der Reihe 447 reduziert, sodass alle Einheiten die gleiche Fahrdynamik aufweisen. Beide Varianten sind für eine Steigung von 35 ‰ ausgelegt.
Der Antrieb der Baureihe 446 erfolgt über acht Gleichstrommotoren des Typs GEE 362 A2. Die anliegende Spannung wird dabei mit Choppern variiert. Aufgrund des Einsatzprofils mit häufigen Halten liegt die Höchstgeschwindigkeit nur bei 100 km/h.
Bei der Baureihe 447 sind dagegen Asynchronmotoren von Siemens eingebaut. Ihre Ansteuerung erfolgt mit GTO-Thyristoren. Gegenüber der Baureihe 446 wurde die Zuverlässigkeit erhöht und die Masse und die Anschaffungskosten reduziert. Die Höchstgeschwindigkeit beträgt nun 120 km/h und es wurde eine Toilette eingebaut.
Im Jahr 2014 wurde begonnen, im Rahmen von Hauptuntersuchungen bei den Mittelwagen beider Baureihen zwischen den Drehgestellen den Wagenboden nach dem Vorbild der Baureihen 462–465 und 449 auf 600 mm über Schienenoberkante abzusenken. Damit gibt es in Wagenmitte einen barrierefreien Einstieg. Im Niederflurbereich gibt es zwei Rollstuhlstellplätze und eine ebenso barrierefrei erreichbare Toilette. Im Rahmen dieser Arbeiten wurden auch die Fahrgastsitze erneuert, der Sitzteiler verändert und Monitore für die Reisendeninformation eingebaut. Dieser Umbau ist von außen durch in Wagenmitte der Mittelwagen weiter heruntergezogene Fenster erkennbar.

## Galerie

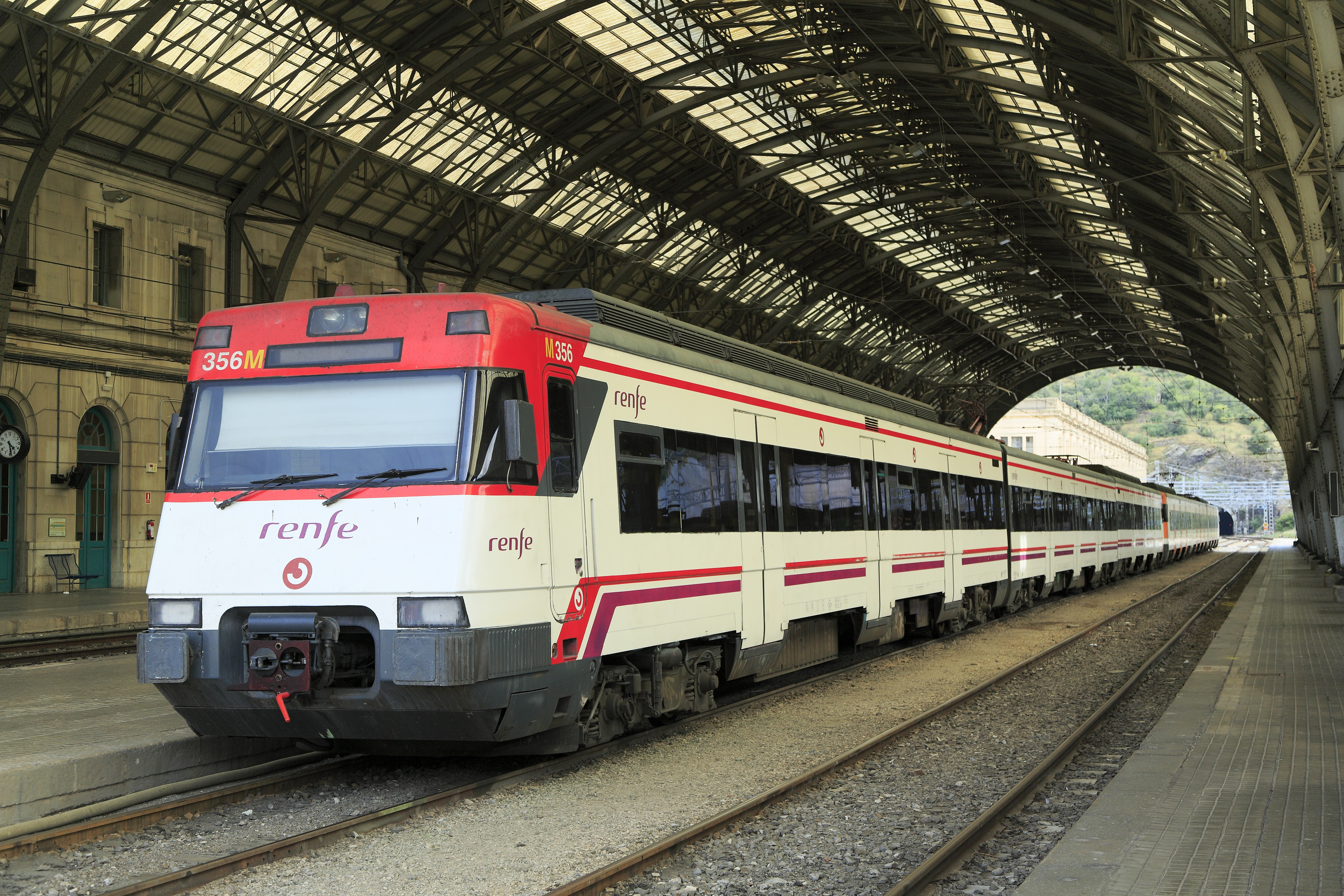
Baureihe 447, erkennbar am gelben Buchstaben »M« hinter der Ordnungsnummer
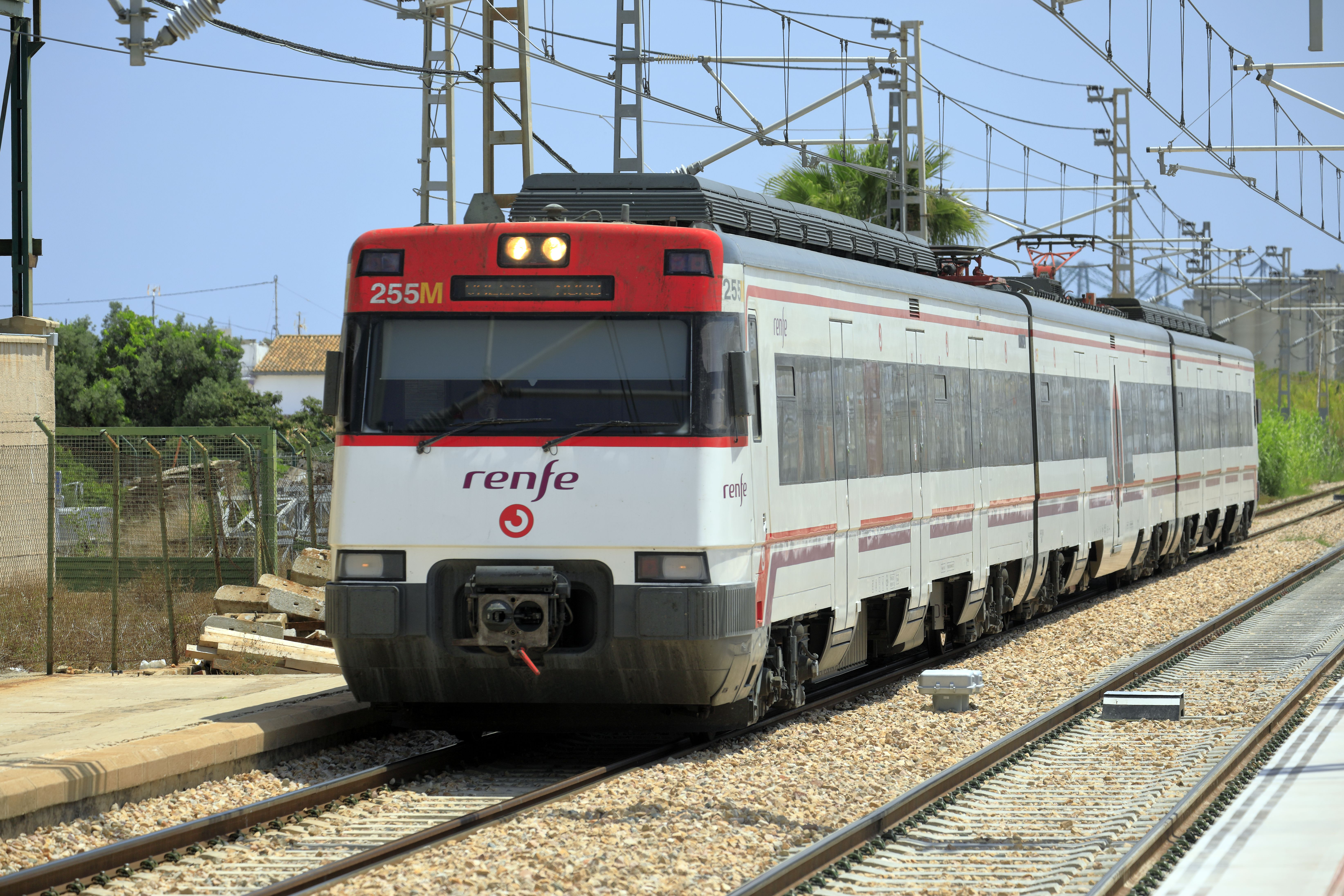
Umgebaute Einheit 447 225 mit Niederflureinstieg im Mittelwagen
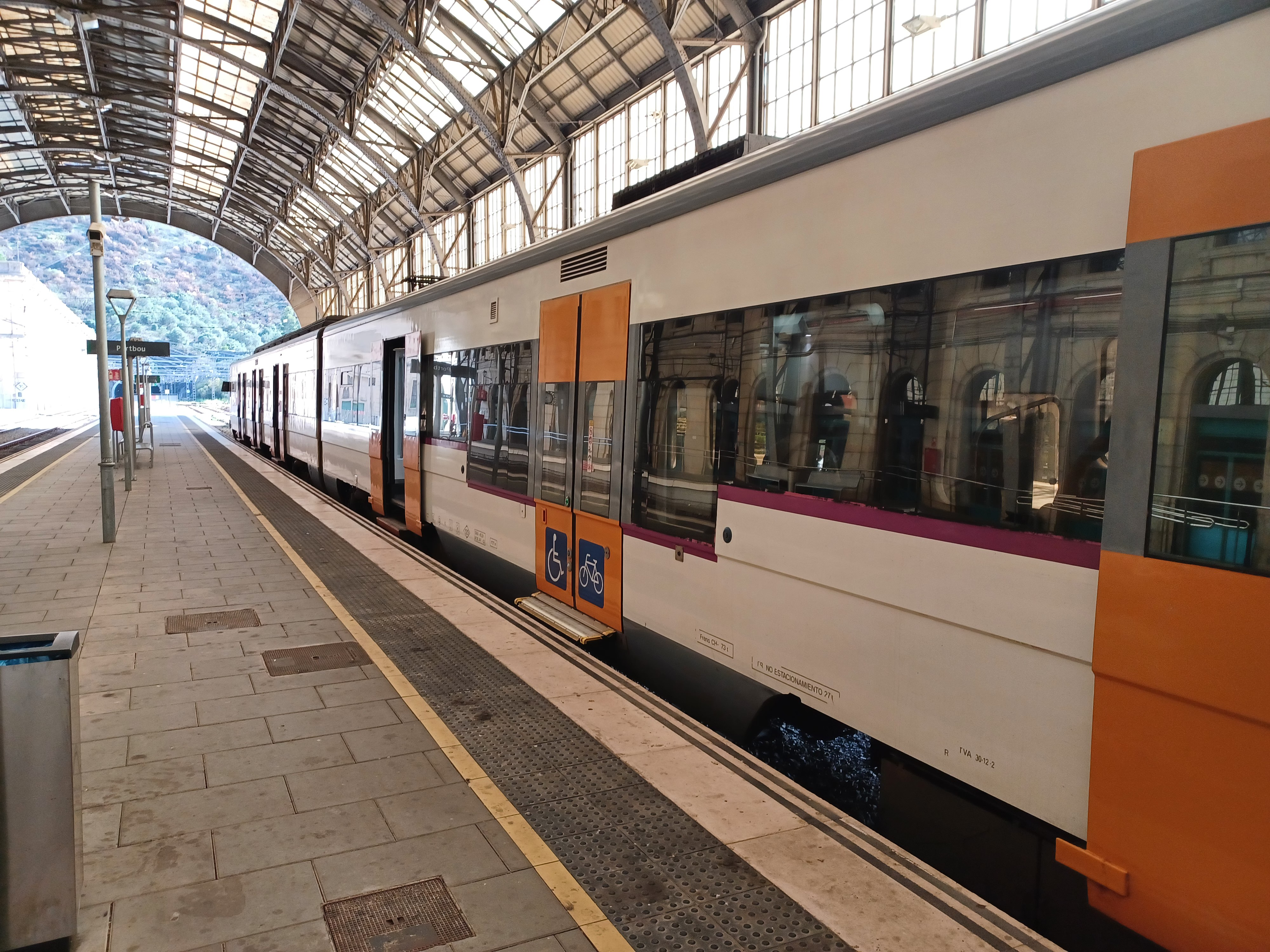
Mittelwagen mit Niederflureinstieg
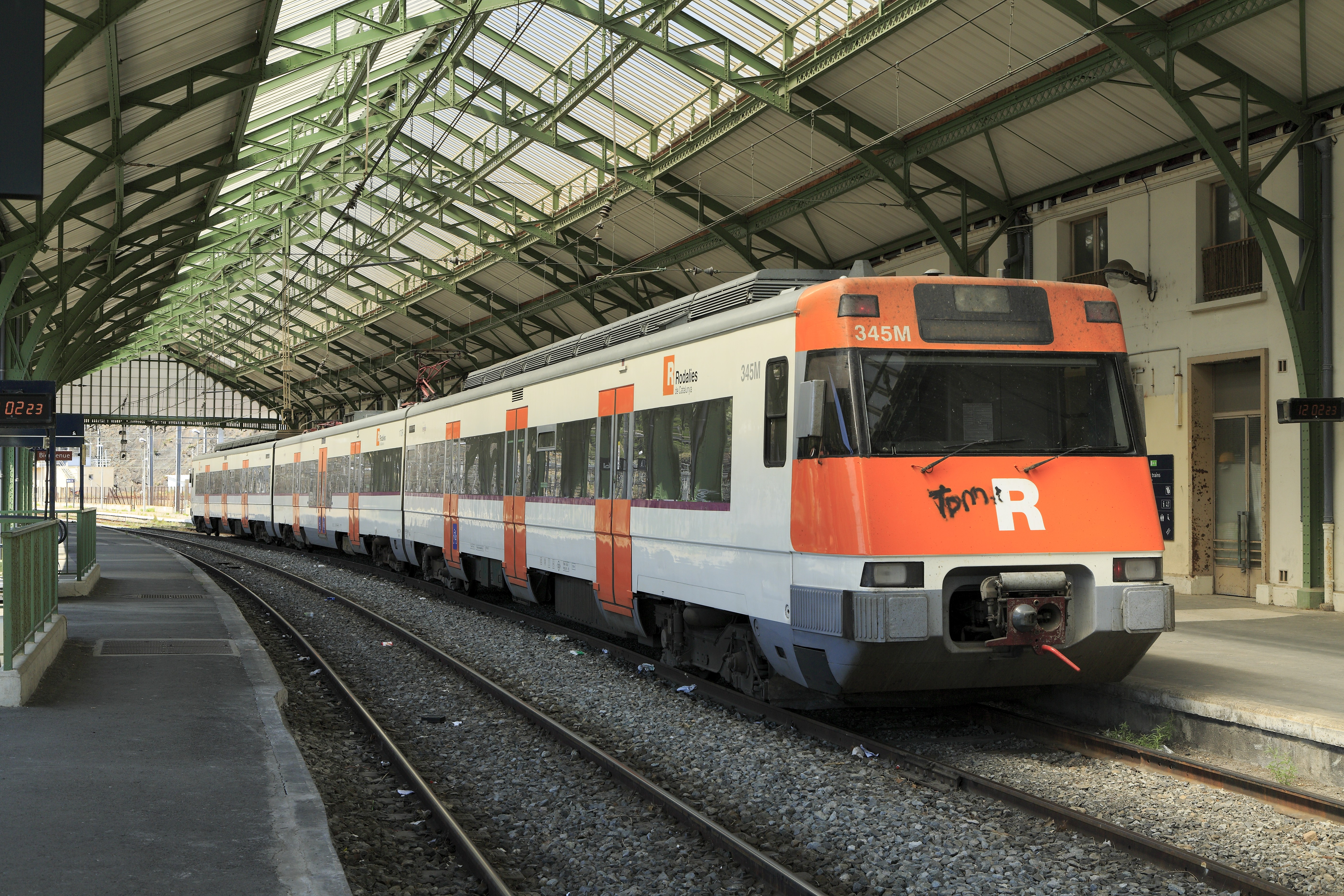
Triebzug der Reihe 447 in Rodalies-Farbgebung
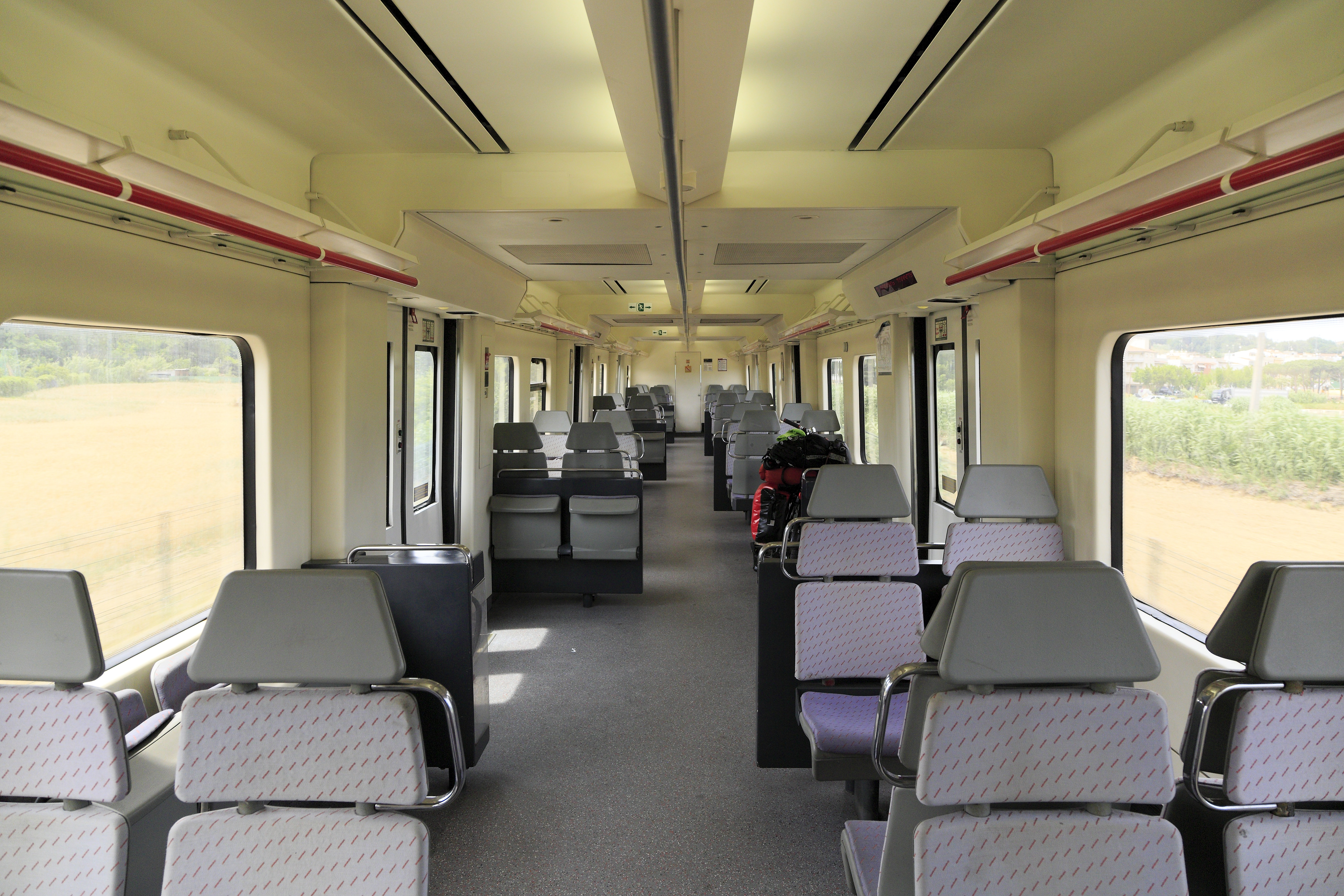
Innenraum eines Endwagens der Baureihe 447 vor der Erneuerung
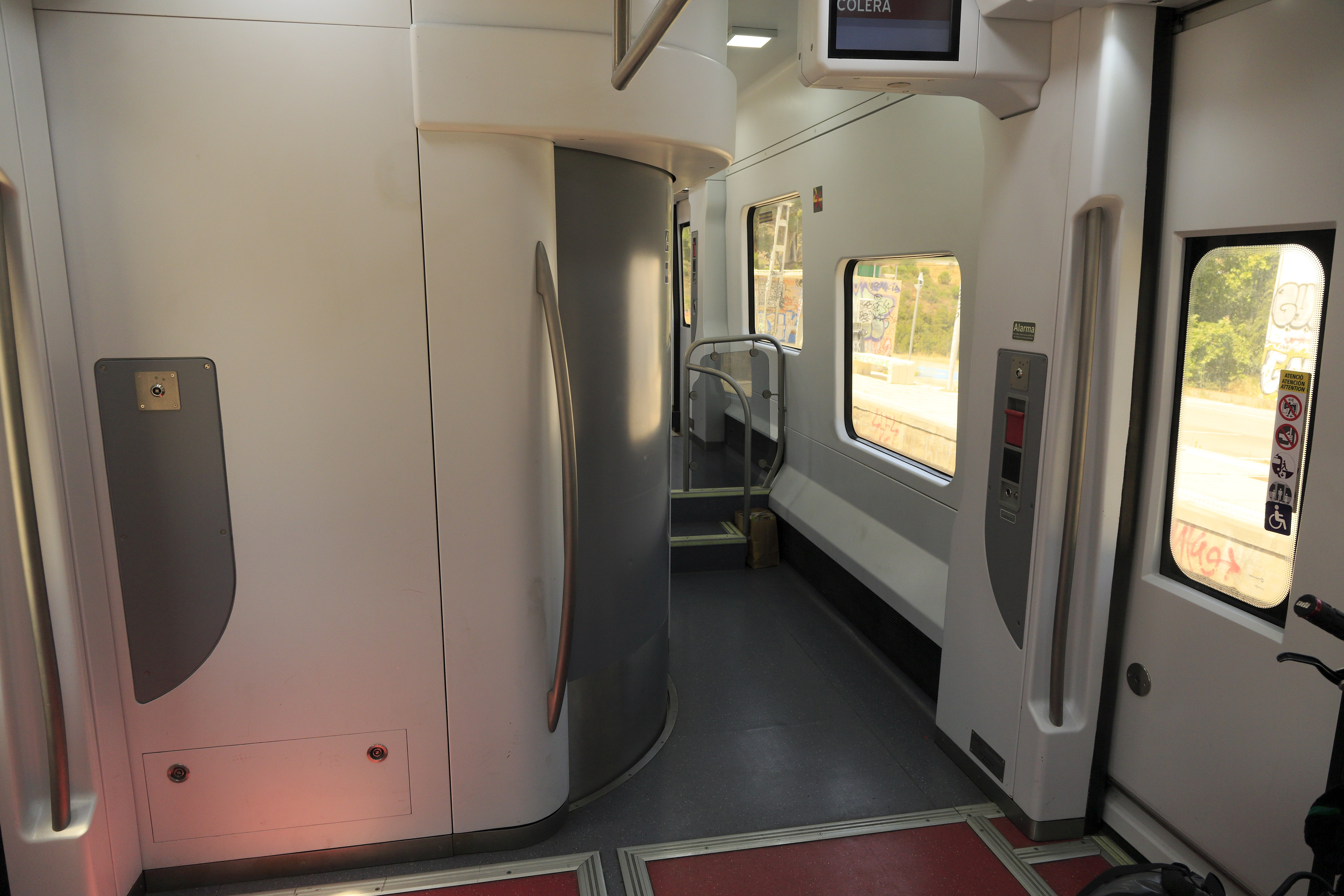
Innenraum eines auf Niederflureinstieg umgebauten Mittelwagens